# Fort Mackinac
Fort Mackinac est un ancien poste militaire avancé des États-Unis, utilisé de la fin du XVIIIe siècle jusqu'à la fin du XIXe siècle sur l'île Mackinac, dans l'État du Michigan.
Construit par les Britanniques durant la Guerre d'indépendance des États-Unis afin de contrôler le stratégique Détroit de Mackinac entre le Lac Michigan et le Lac Huron (et par extension, le commerce de la fourrure de la région des Grands Lacs), il ne sera abandonné par les Britanniques qu'une quinzaine d'années après l'indépendance américaine. Il sera le théâtre de deux batailles stratégiques pour le contrôle des Grands Lacs pendant la Guerre de 1812.
Au XIXe siècle il sera un poste avancé de l'US Army. Désaffecté en 1895, le fort est maintenant un musée faisant partie du Mackinac Island State Park et a été inscrit sur la liste des National Historic Landmarks.

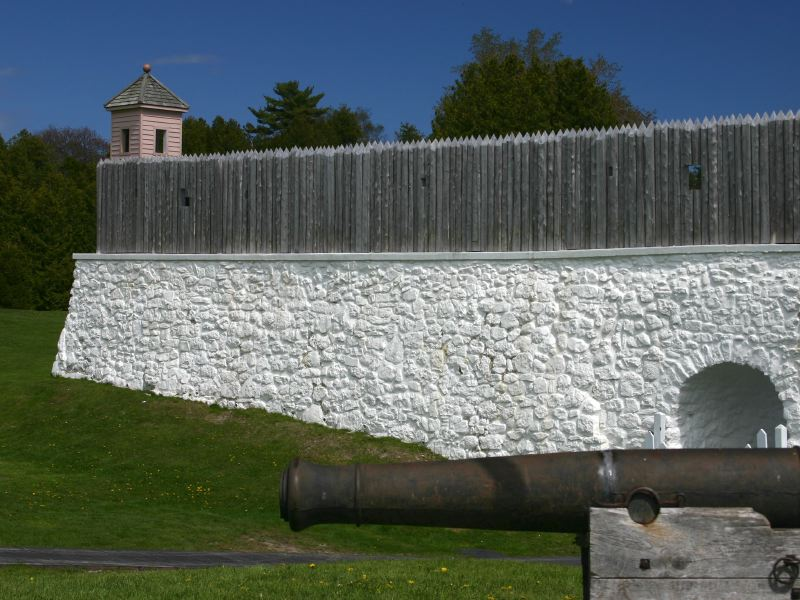
Fort Mackinac, 2004

### Source
- (en) Cet article est partiellement ou en totalité issu de l’article de Wikipédia en anglais intitulé « Fort Mackinac » (voir la liste des auteurs).